# NGC 4343
NGC 4343 is een spiraalvormig sterrenstelsel in het sterrenbeeld Maagd. Het hemelobject werd op 13 april 1784 ontdekt door de Duits-Britse astronoom William Herschel.

## Synoniemen
- UGC 7465
- MCG 1-32-38
- ZWG 42.70
- VCC 656
- IRAS 12210+0713
- PGC 40251